# 수신사
수신사(修信使)는 고종 때 1876년 이후 조선에서 일본 제국에 파견한 외교사절이다. 1876년 2월 27일 강화도 조약 체결 이전까지의 〈조선 통신사〉에서 조선과 일본의 관계가 바뀌면서 〈수신사〉로 바꾸어 부르기 시작하였다. ‘통신사’가 조선이 문물을 주는 입장이었다면, ‘수신사’는 조선이 문물을 받는 입장을 고려한 이름이다. 1876년부터 1882년까지 3차에 걸쳐서 파견되었다.

## 개요

### 1차 수신사

도쿄의 우치다 사진관에서 촬영한 수신사 일행 일부
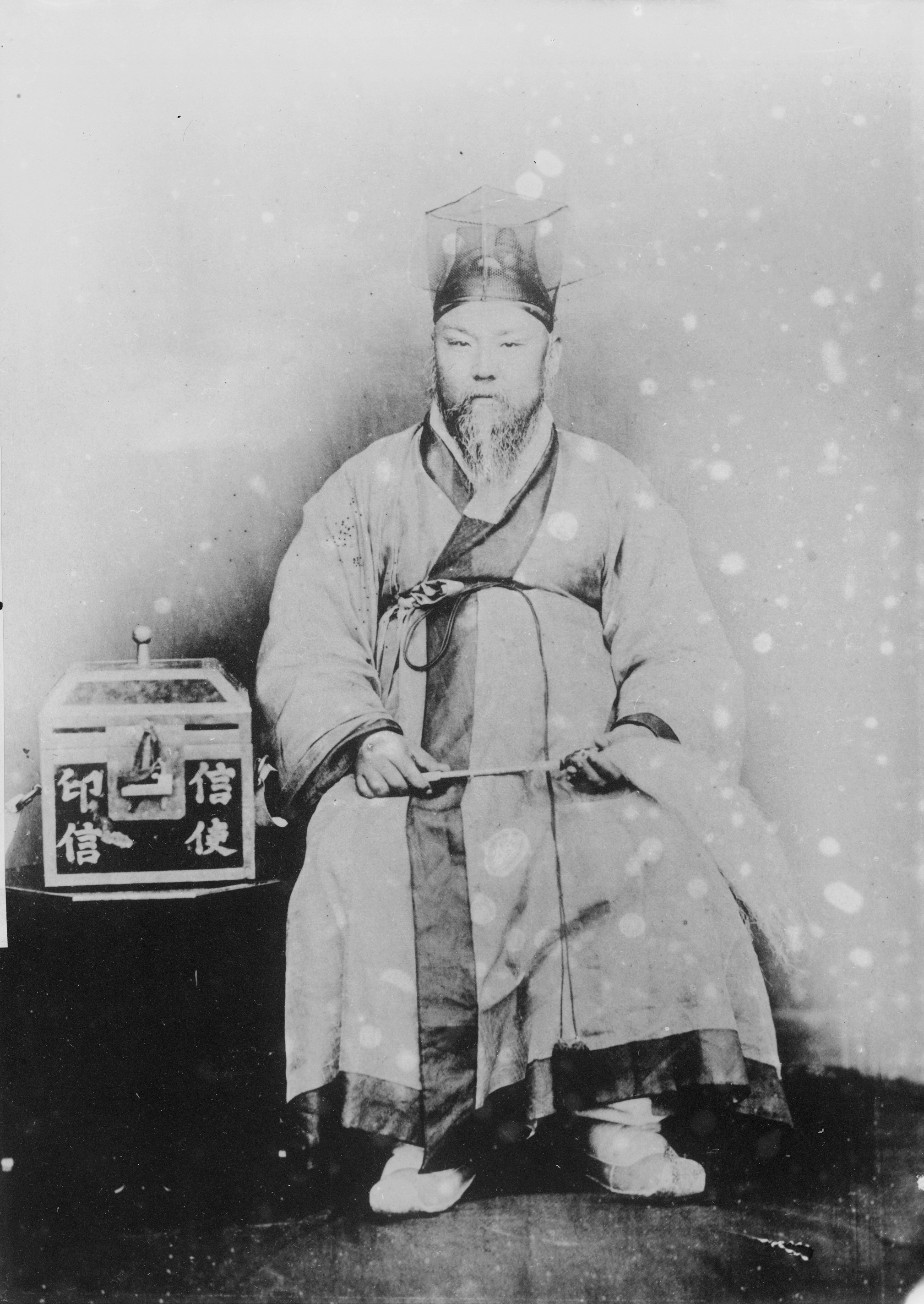
수신사 김기수 당시 수신정사 예조참의(修信正使禮曺參議)
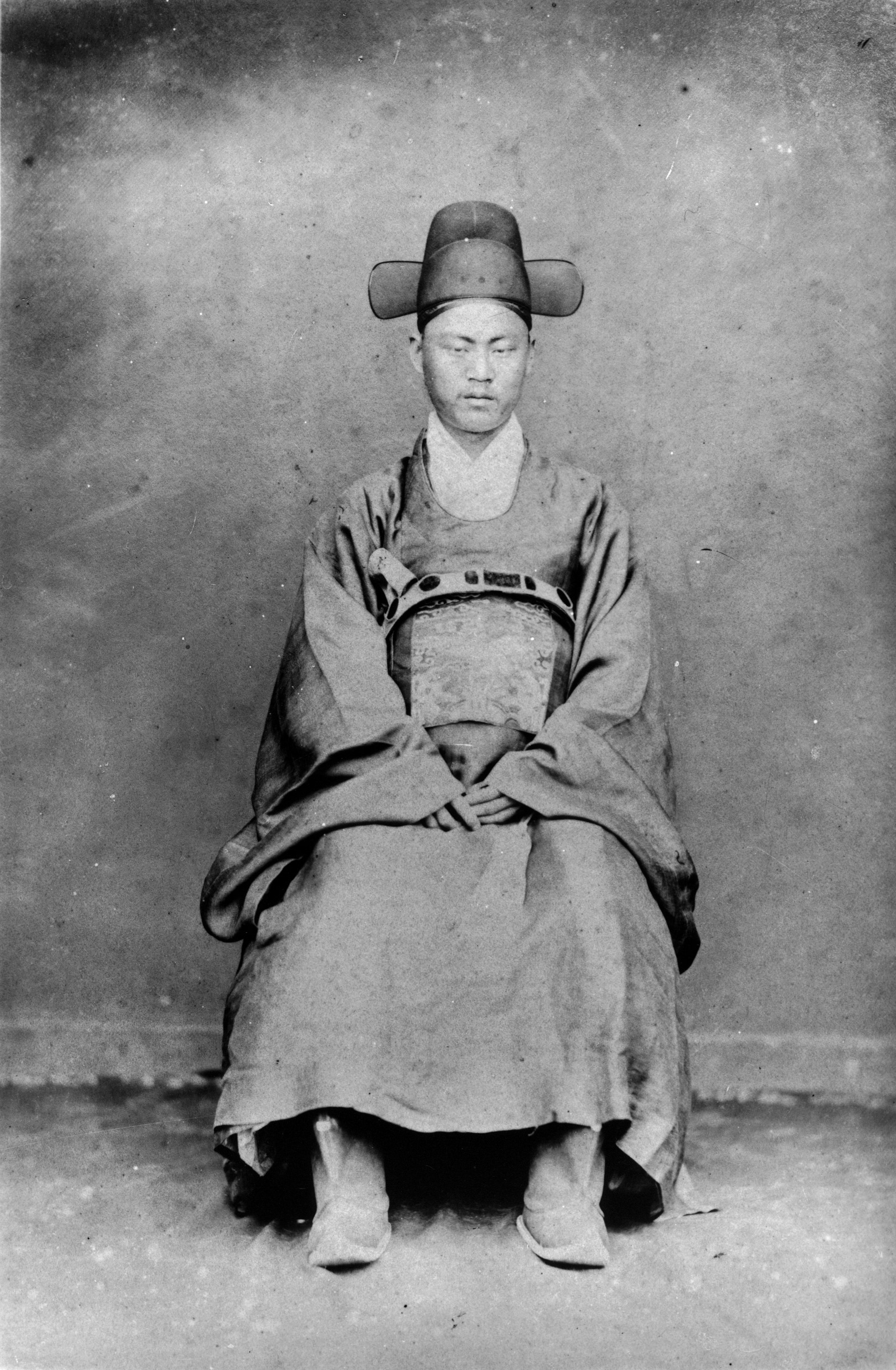
수신사 수행원 고영희 당시 건량관 부사과(乾粮官副司果)
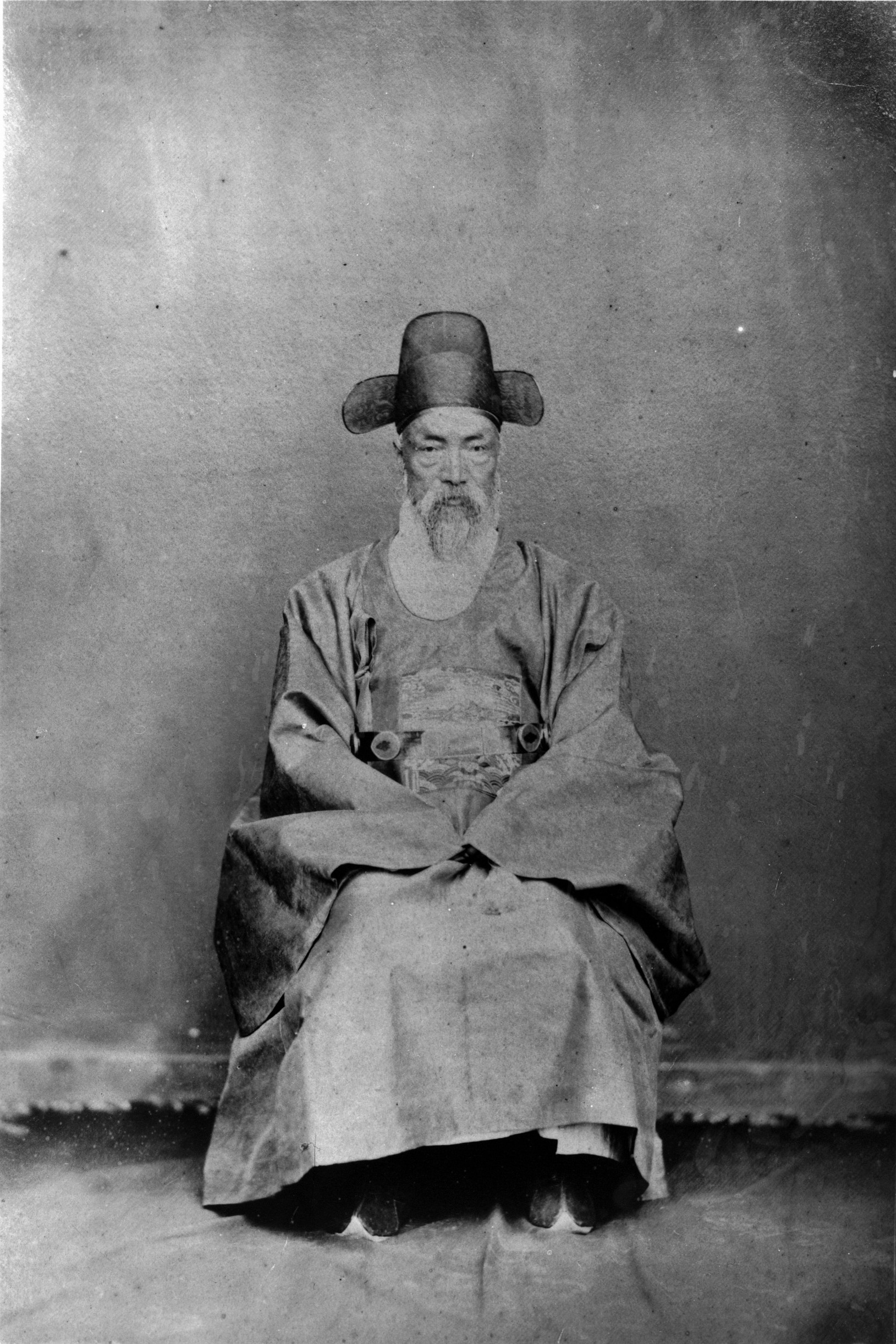
수신사 수행원 이용숙 당시 별견한학당상 가의대부(別遣漢學堂上嘉義大夫)
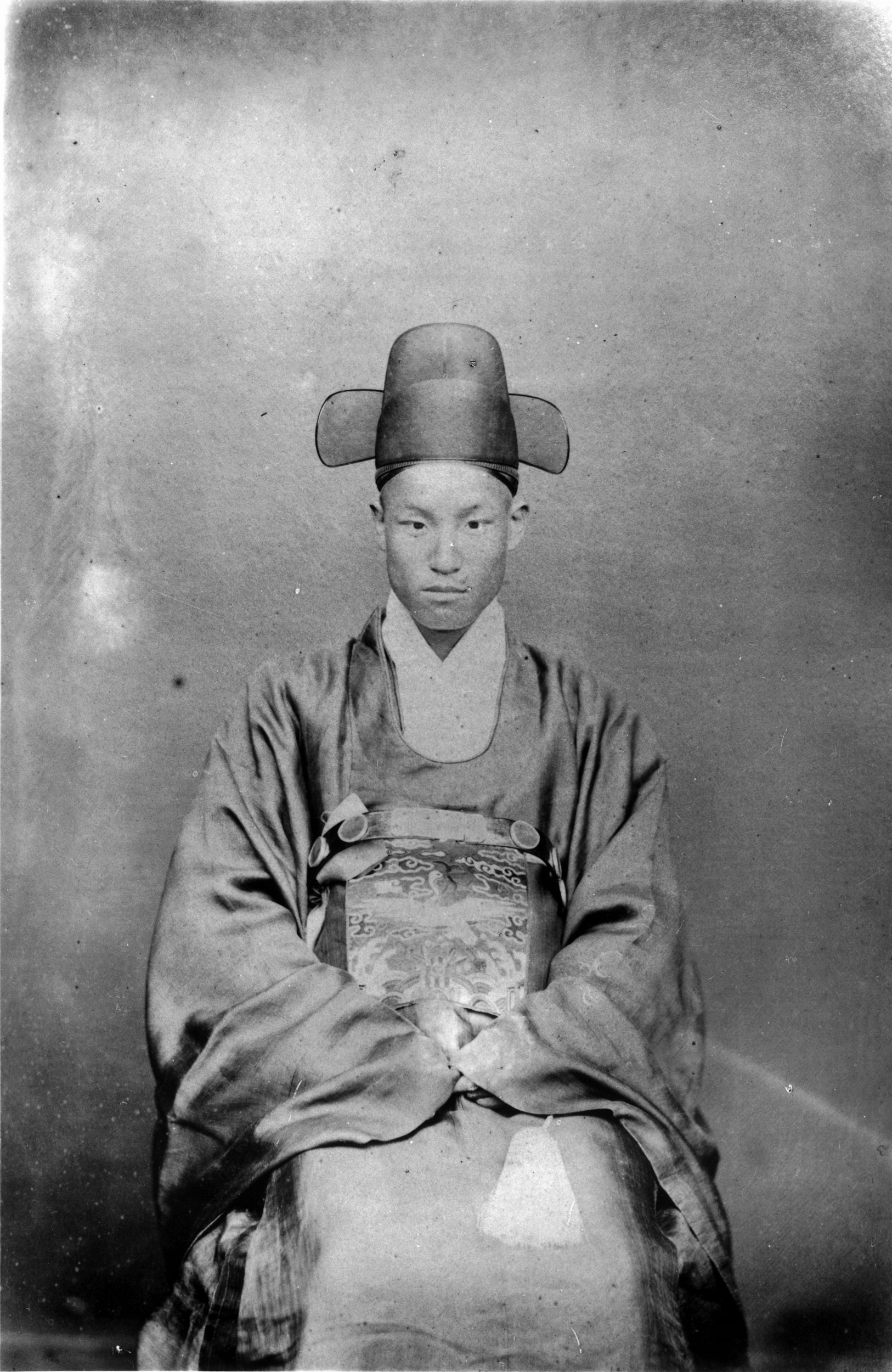
수신사 수행원 현제순 당시 장무관 상판사(掌務官上判事)

1876년 〈강화도 조약〉 체결 후 처음 김기수가 수신사로 임명되어 일본에 갔다. 이들 일행은 일본에서 서양의 각종 신문명을 접하여 근대화된 일본의 모습을 보고 돌아왔다. 김기수는 《일동기유》(日東記遊, 1877년)(1~4권)에 그 기록을 남겼다.

### 2차 수신사

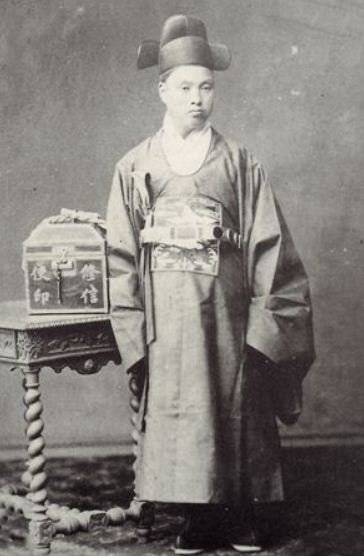
제2차 수신사로 파견된 김홍집

1880년 고종 17년에는 수신사 김홍집 일행은 음력 5월 28일에 사폐한 후 음력 6월 26일, 일본 기선 센자이마루〔千歲丸〕 편으로 부산을 출발하였다. 음력 7월 6일, 도쿄에 도착한 후 1개월 동안 체류하다가 음력 8월 4일, 귀로에 올라 음력 8월 28일 복명하였다.
김홍집 일행이 2차 수신사로 파견되어 일본의 현저한 발전상을 보고 돌아와 세계 정세에 대한 관심을 보다 드높였다. 이때 김홍집은 주일청국 공사관의 참찬관으로 김홍집과의 회담 내용을 정리한 황준헌의 《조선책략》을 가지고 돌아왔다. 이로 인해 조선에서 개화파가 등용되고, 미국과의 통상에 대한 주장이 힘을 얻었다. 결국, 1882년 러시아와 일본을 견제하려는 청의 알선으로 조미수호통상조약이 체결되고 그 결과 1883년 미국으로 보빙사가 파견된다.
이들 수신사들은 일본의 제도를 본떠 조선의 제도를 개혁할 것을 주장하여, 청국을 시찰하고 돌아온 영선사 일파와의 사이에 의견 충돌이 일어났다. 수신사로 갔다 온 사람은 대개 급진적이었으며 영선사로 갔다 온 사람은 대개 점진적인 개혁을 주장했다.
개화파는 1881년 1월 11일 박정양, 어윤중, 홍영식 등 젊은 양반의 자제를 구성하여 조사시찰단을 위장파견 하였지만, 결국 1881년 2월 26일 영남 만인소 사건 등 보수적인 유림의 반발을 사게 된다.
이들의 기록은 김홍집이 《수신사일기》로 남겼다.

### 3차 수신사
1882년 고종 19년 8월 8일 임오군란 직후 일본에 사과를 하기 위해 박영효 일행이 3차 수신사로 파견되었다.
박영효를 대표로 김만식(金晩植), 홍영식, 서광범 등이 3차 수신사로 파견되었으며, 고문 자격으로 김옥균과 민영익이 참여하였다.
박영효는 그 기록을 《사화기략》(使和記略)에 남겼다.
그때 태극기가 처음 사용되었다고 알려져 있으나, 그것은 사실과 다르다는 설이 있다.

## 수신사기록
수신사로 파견된 김기수, 김홍집, 박영효는 다음과 같은 기록을 남겼다.
- 《일동기유》(日東記遊)(1~4권), 《수신사일기》 - 김기수
- 《수신사일기》(修信使日記)(1~2권) - 김홍집
- 《사화기략》(使和記略, 1882년) - 박영효

1958년 국사편찬위원회는 이것을 묶어 《수신사기록》으로 정리를 하였으며, 수신사일기 1권은 김기수의 수신사일기 2권은 김홍집의 내용으로 황준헌의 《조선책략》이 따로 소개되어 있다.
| 차         | 출발일          | 도착일            | 수신사        | 기록                |
| ---------- | --------------- | ----------------- | ------------- | ------------------- |
| 1차 수신사 | 1876년 4월 4일  | 1876년 윤 5월 7일 | 김기수        | 일동기유 수신사일기 |
| 2차 수신사 | 1880년 5월 28일 | 1880년 8월 28일   | 김홍집        | 수신사일기          |
| 3차 수신사 | 1882년 8월 8일  | 1882년 11월 28일  | 박영효 김만식 | 사화기략            |

## 같이 보기
- 영선사 (사절단)
- 조사 시찰단
- 조선책략
- 영남 만인소 사건